# Iphofen
Iphofen település Németországban, azon belül Bajorországban. Lakosainak száma 4843 fő (2023. december 31.). Iphofen Castell és Wiesenbronn községekkel határos.

## Népesség
A település népessége az elmúlt években az alábbi módon változott:
| Lakosok száma | 1867 | 2419 | 4161 | 4046 | 4495 | 4540 | 4595 | 4587 | 4782 | 4843 |
|               | 1875 | 1950 | 1975 | 1987 | 2012 | 2014 | 2016 | 2017 | 2021 | 2023 |